# 東京慈恵会医科大学附属晴海トリトンクリニック

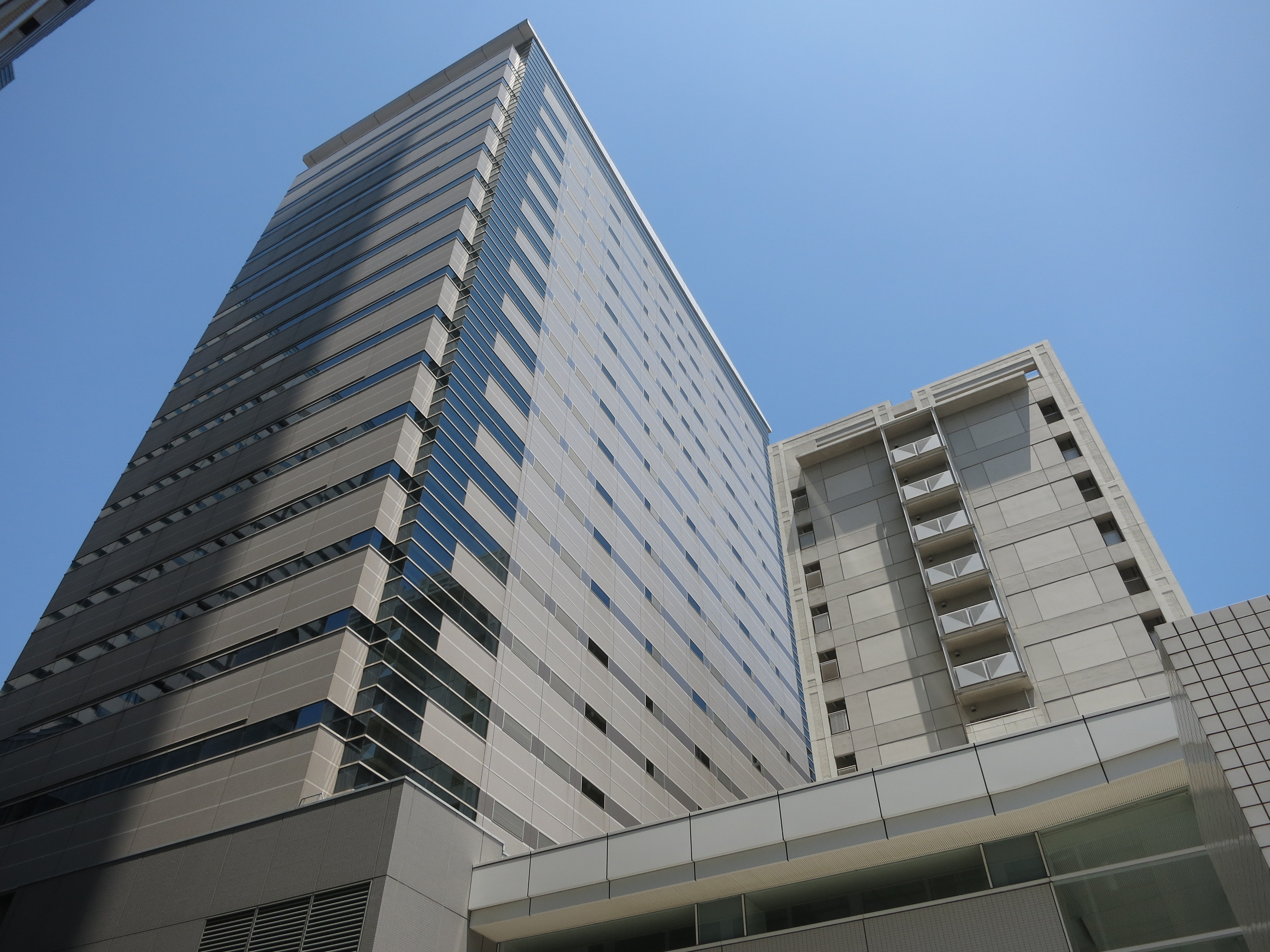
晴海トリトンビルW棟外観

東京慈恵会医科大学附属晴海トリトンクリニック（とうきょうじけいかいいかだいがくふぞくはるみトリトンクリニック）は東京都中央区にある東京慈恵会医科大学の附属診療所である。

## 診療科
- 内科
- メンタルケア科
- 皮膚科
- 整形外科
- 婦人科
- 眼科
- 耳鼻咽喉科
- 内視鏡科

## 歴史
- 2002年4月1日　東京慈恵会医科大学附属晴海トリトンクリニックとして開院。

## 交通アクセス
- 都営地下鉄大江戸線勝どき駅A2出口より徒歩5分
- 都営大江戸線・東京メトロ有楽町線月島駅10番出口より徒歩14分
- 都営バス都03・都05・東15「晴海トリトンスクエア前」下車